# Нарбон

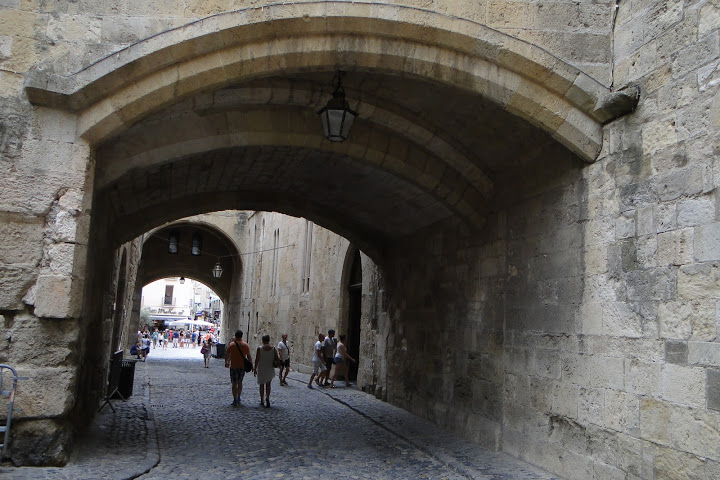
В старом городе

Нарбо́н, Нарбо́нн, Нарбо́нна (фр. Narbonne, окс. Narbona) — древний город во французском департаменте Од (Aude), находится в 12 км от Лионского залива, на ветке Южного канала, соединяющего Средиземное море с Атлантическим океаном. Население города составляет 46 510 жителей (1999).

## История
Нарбон вырос из Colonia Narbo Martius — первой римской колонии в Галлии, основанной ещё в 118 г. до н. э. В то время город стоял на берегу Средиземного моря и служил важным морским портом. Во времена империи это был также военный пункт и столица Южной, или Нарбонской Галлии. После битвы при Нарбонне (436) здесь воцарились вестготы. Одно время Нарбон был столицей округа Септимания в Вестготском королевстве. В 719—759 гг. Нарбонной и окрестной областью (Септиманией) владели сарацины.
В средние века южная часть Нарбона управлялась графами Тулузы, а северная — местными епископами. Затем до XVI века Нарбон составлял самостоятельное графство.

## Достопримечательности
Собор святого Жюста, заложенный в 1272 году, так и не был достроен. Он знаменит необычайно высокими хорами и в целом следует образцу готических храмов севера Франции. Базилика святых Павла и Сергия — один из первых на юге Франции примеров готики. Дворец архиепископов был перестроен в XIX веке; от его средневекового предшественника сохранилось несколько мощных башен. В настоящее время во дворце размещён краеведческий музей.

## Уроженцы
- Святой Себастьян (ок. 256—288) — христианский святой.
- Ипполит Лазерж (1817—1887) — художник и композитор.
- Святой Теодард (ум. 893) — архиепископ Нарбона.
- Гираут Рикье (ок. 1230 — ок. 1295) — последний трубадур.
- Шарль Трене (1913—2001) — популярный певец и композитор.

## Города-побратимы
- Аоста, Италия